# رولز رويس ترنت إكس دبليو بي
رولز رويس ترينت إكس دبليو بي (بالإنجليزية: Rolls-Royce Trent XWB)‏ هو محرك توربيني مروحي، واحدا من عائلة محركات ترنت، وهو أحدث محركات عائلة ترينت. طّور من محرك رولز رويس ترنت 1000 وويستخدم حصريا على طائرة إيرباص إيه 350.

## التصميم والتطوير
بحلول عام 2004، واجهت ايرباص ضغوطا من العملاء لتطوير منافس لطائرة بوينغ 787 دريملاينر، وفي أكتوبر 2005 أطلقت رسميا مشروع طائرتها الجديدة من طراز ايرباص إيه 350. وقامت شركة رولز رويس في بداية الامر بعرض طراز جديد من المحرك ترينت 1000، مع قدرة دفع ثابتة تبلغ75،000 رطل (330 كيلو نيوتن)، واطلقت على هذا الطراز اسم ترينت 1700. وخلافا لمحرك لترنت 1000، فأن محرك ترينت 1700 كان مع دفع هوائي. والذي تم تطويره بالاشتراك مع كاواساكي للصناعات الثقيلة.
بعد مراجعة لطائرة ايرباص إيه 350، توصلت رولز رويس لاتفاق لتوريد جميع الإصدارات لمحرك الطائرة مع تغير مسمى المحرك إلي العلامة التجارية الجديدة، والمعروف حاليا باسم ترينت إكس دبليو بي. وقد أعلن في البداية ان قوة الدفع الثابت للمحرك تيلغ قدرة من 75,000 إلي -95000 رطل (330-420 كيلو نيوتن)، ولكن بحلول سبتمبر 2007 خفضت ايرباص متطلبات قوة الدفع إلى 75,000-93,000 رطل (330-410 كيلو نيوتن). ومرة أخرى، قامت ايرباص برفع متطلبات قوة الدفع إلى للأعلى إلى 97,000 رطل، وذلك لتلبية متطلبات الأداء للطراز الأكبر الجديد من طائرة إيه 350، وذلك بغية التنافس بشكل أفضل مع طائرة بوينغ 777-300إي أر.
في 18 يونيو 2007 اعلنت رولز رويس انها قد وقعت أكبر عقد لها على الإطلاق، مع الخطوط الجوية القطرية، بقيمة تبلغ 5.6 مليار دولار بالأسعار القائمة. وذلك لتزويد 80 طائرة إيرباص إيه 350 كانت قد اشترتها، بمحركات ترينت إكس دبليو بي. في 11 
وفي نوفمبر 2007، وخلال معرض دبي للطيران تم الإعلان عن عقد كبير آخر مع طيران الإمارات، وذلك بشراء محركات ترينت إكس دبليو بي لتركيبها على طلبية الطائرات المكونة من 50 طائرة إيه 350-900 و 20 طائرة إيه 350-1000 ، مع 50 طائرة أخرى كخيار حقوق شراء. وسوف يتم تسليمها ابتداء من عام 2014، ومن المحتمل أن تبلغ قيمة صفقة طيران الإمارات إلى 8.4 مليار دولار بالأسعار القائمة، بما في ذلك الخيارات، وبحلول يونيو 2013 فأنه قد تم بيع أكثر من 1300 محرك ترينت إكس دبليو بي.
تم إجراء اختبار المحرك الأول في على منصة اختبار ثابتة في 14 يونيو 2010  وفي 18 فبراير 2012 أعلنت ايرباص أن محرك ترينت إكس دبليو بي قد قام بنجاح برحلته الأولى على متن طائرة إيرباص إيه 380 مخصصة كمنصة اختبار طيران. وفي بداية عام 2013، حصل المحرك على شهادة صلاحية طيران،  ومن المتوقع أن يدخل المحرك الأول الخدمة في عام 2014. الرحلة الأولى محرك ترينت إكس دبليو بي على طائرة إيرباص إيه 350 تمت في يوم 14 يونيو 2013.

## المواصفات
- ثلاثة رمح ارتفاع نسبة الالتفافية: 9.3

الإقلاع التوجه: 75,000-97,000 رطل (330-430 كيلو نيوتن) (مسطحة تقييما لISA +15 C) 

- قطر المروحة: 3.0 م (118 في)
- المروحة: مرحلة واحدة، اجتاحت، محور منخفض: نسبة غيض
- تدفق الهواء: تقريبا. 1,440 كجم (3170 £) في الثانية الواحدة
- نسبة الضغط الكلي> = 52:1 (من بين أعلى تسلق)
- ضاغط الضغط المتوسط (IP): من 8 المراحل محورية
- ضاغط الضغط العالي (HP):: من 6 مراحل محورية

الاحتراق: 
- توربين الضغط العالي (HP): مرحلة واحدة، تبريد هوائي
- توربين الضغط المتوسط (IP): مرحلتين، تبريد هوائي (اضافية مرحلة النسبية على العلامات السابقة ترينت)
- توربين الضغط المنخفض (LP): من 6 مراحل، غير مبرد

## قوائم ذات صلة
- قائمة محركات الطائرات